# Chorizococcus subalpinus
Chorizococcus subalpinus är en insektsart som beskrevs av Brookes 1976. Chorizococcus subalpinus ingår i släktet Chorizococcus och familjen ullsköldlöss. Inga underarter finns listade i Catalogue of Life.